# Almalitala
Almalitala est un village de la région de Tovuz en Azerbaïdjan,.

## Géographie
Le village d'Almalitala de la région de Tovuz est situé dans la circonscription administrative du village de Garibli.

## Économie
La principale occupation de la population du village est l'élevage et l'agriculture.

## Population
Selon les statistiques de 2009, la population du village est de 316 personnes.

## Culture
Il y a un temple dans le village.

## Éducation
Il y a une école, et une bibliothèque dans le village d'Almalitala.